# Міхаель Крету
Міхаель Кре́ту (фр. Michael Cretu), або Міхай Кре́цу (рум. Mihai Creţu), також відомий як Curly M.C. (нар. 18 травня 1957, передмістя Бухареста, Румунія) — румунський музикант і музичний продюсер, творець і ідейний натхненник музичного проекту Enigma.
Протягом своєї кар'єри працював з багатьма музикантами. До створення «Енігми» серед них були Сандра, Френк Фаріа, Boney M, Мірей Матьє, Петер Корнеліус і Майк Олдфілд. Пізніше його партнерами по творчій роботі стали Франк Петерсон, Давид Файрстейн, Йенс Гад, Angel Х, ATB, Jam & Spoon, Godlav, Peter Ries, Рут-Енн Бойл і Ендрю Дональдс.
До 2001 року тираж альбомів, продюсером і автором яких він є, склав понад сто мільйонів примірників.